# Sesma del Campo de Gallocanta
La sesma de Gallocanta era una de las 5 sesmas o divisiones administrativas iniciales de la comunidad de aldeas de Daroca. Se mantuvo vigente desde la creación de la comunidad por Jaime I de Aragón en el año 1248 hasta la creación de las actuales provincias de Zaragoza y Teruel en 1838.

Las 6 sesmas de la comunidad de aldeas de Daroca
Sesma de Langa
Sesma de Jiloca
Sesma de Barrachina
Sesma de Gallocanta
Sesma de Trasierra
Sesma de la Honor de Huesa

Los lugares y aldeas que formaban parte de la sesma fueron los siguientes:
- Anento
- Balconchán
- Bello (Teruel)
- Berrueco (Zaragoza)
- Báguena
- Castejón de Tornos
- Ferreruela de Huerva
- Gallocanta
- Las Cuerlas
- Manchones
- Murero
- Odón (Teruel)
- Orcajo
- Retascón
- San Martín del Río
- Santed
- Torralba de los Sisones
- Used (Zaragoza)
- Val de San Martín
- Valdehorna
- Villanueva de Jiloca
- Villarroya del Campo

|  |

## Referencias

Sesmas primitivas de la Comunidad de Daroca
Sesma de Langa
Sesma de Jiloca
Sesma de Barrachina
Sesma de Gallocanta
Sesma de Trasierra